# Think Big大明星
《Think Big大明星》（英語：Kids, Think Big）是由香港電視廣播有限公司製作的兒童節目，於2015年1月17日首播。

## 概要
本節目是一個兒童才藝選拔賽，製作單位於TVB周刊第913期開始，招攬12歲或以下的小朋友參與含有競技成份的創意才藝表演環節，隨後亦在tvb.com開通有關報名專頁。招募預定於3月31日截止。
參賽之個人或組合單位，將會進行每節限時2分鐘的表演。而整個比賽則分為初賽、複賽及決賽，合共三個階段。每場初賽及複賽均設1名冠軍，而決賽則會選出1名終極冠軍。
評選以星星為單位，並分為兩部分，包括：
1. 由星級評判根據參賽者的創意、吸引程度及技巧評分，最高可給予3顆星星。
2. 40位來自「Think Big Family」的現場觀眾投票；其中30位認可表現將等同於給予1顆星星。

取得3顆星星即可晉身下一階段，同時加入「Think Big大明星家族」，接受星級裁培。
家庭觀眾亦可通過TVB fun互動投票投選該集「最喜愛Think Big大明星」。
經過16集的初賽後，於節目中奪得三顆或以上「Think Big之星」的參賽者，可以參與四位「星級導師」指導的「星級栽培班」，以應付將來的複賽，繼續提升自己的表現！

## 主持
Note: 上述日期只計算正式任期，並非以嘉賓身分登場之日期
| 姓名               | 暱稱    | 首次亮相日期  | 最後亮相日期   |
| ------------------ | ------- | ------------- | -------------- |
| 余德丞（Dickson）  | Dickson | 2015年1月17日 | 2015年10月17日 |
| 林希靈（Agnes）    | 希靈    | 2015年1月17日 | 2015年10月17日 |
| 黃愷怡（Jasmin）   | Jasmin  | 2015年1月17日 | 2015年10月17日 |
| 黃碧蓮（Linna）    | Linna   | 2015年1月17日 | 2015年10月17日 |
| 李雯希（Simon）    | 雯希    | 2015年6月6日  | 2015年10月17日 |
| 阮浩棕（Nicholas） | Nic     | 2015年8月29日 | 2015年10月17日 |

## 賽程紀錄
| 集數 | 日期    | 參賽者（年齡）            | 表演                                            | Think Big之星 （現場投票） | 星級評委       |
| ---- | ------- | ------------------------- | ----------------------------------------------- | -------------------------- | -------------- |
| 01   | 1月17日 | 黃曉楠（7）               | 唱歌（Lemon Tree）                              | 3+1（30）                  | C AllStar      |
| 01   | 1月17日 | 歐陽明慧（7）             | 模仿MJ（Beat It）                               | 2+1（31）                  | C AllStar      |
| 01   | 1月17日 | 林諾言（9）               | 爵士鼓（傷心的人別聽慢歌）                      | 2+1（35）                  | C AllStar      |
| 02   | 1月24日 | Charlotte（5）            | 跳舞                                            | 2+0（16）                  | 狄易達         |
| 02   | 1月24日 | 李佳琦（6）               | 鋼琴演奏（Flight of the Bumble Bee）            | 2+0（22）                  | 狄易達         |
| 02   | 1月24日 | 叻叻師兄隊（3-5）         | 跆拳舞                                          | 3+0（28）                  | 狄易達         |
| 03   | 1月31日 | 陳倬瑤（9）               | 跳舞                                            | 3+0（20）                  | 黃翠如、何佩珉 |
| 03   | 1月31日 | 陶笛五人組（7-9）         | 陶笛演奏（啄木鳥波爾卡）                        | 3+0（28）                  | 黃翠如、何佩珉 |
| 03   | 1月31日 | Hanna Vanharanta（12）    | 唱歌（New York New York、喜歡你）               | 3+1（33）                  | 黃翠如、何佩珉 |
| 04   | 2月7日  | 關裕勳（7） 、廖浚鴻（9） | 跳舞                                            | 2+0（27）                  | 王卓淇、何艷娟 |
| 04   | 2月7日  | 莊蔓翹（8）、吳欣錡（9）  | 長笛（The Entertainer、The Salior's Hornipipe） | 2+1（34）                  | 王卓淇、何艷娟 |
| 04   | 2月7日  | 跳繩六人組（7-11）        | 跳繩                                            | 3+1（37）                  | 王卓淇、何艷娟 |
| 05   | 2月14日 | KINGS Girls（5-11）       | 藝術體操                                        | 2+0（18）                  | SIS樂印姊妹    |
| 05   | 2月14日 | 陳樂晴（12）              | 唱歌（一切也願意）                              | 2+0（22）                  | SIS樂印姊妹    |
| 05   | 2月14日 | 許俊（11）                | Hip Hop Dance                                   | 3+1（30）                  | SIS樂印姊妹    |
| 06   | 2月21日 | 貝澳羅屋村少獅隊（6-11）  | 舞獅                                            | 3+0（25）                  | 吳業坤         |
| 06   | 2月21日 | 何敏華（11）              | 唱歌（I Couldn'T Sleep Tonight）                | 2+1（30）                  | 吳業坤         |
| 06   | 2月21日 | 俞立之（8）               | 小提琴演奏                                      | 3+1（33）                  | 吳業坤         |
| 07   | 2月28日 | 詹悅（5）                 | 唱歌（你把我灌醉）                              | 2+1（30）                  | 馮允謙、謝文雅 |
| 07   | 2月28日 | 邱梓維（6）               | 魔術                                            | 3+1（31）                  | 馮允謙、謝文雅 |
| 07   | 2月28日 | 趙俊熙（9）               | 表演（Turkish March）                           | 3+1（37）                  | 馮允謙、謝文雅 |
| 08   | 3月7日  | 井川雪奈（12）            | 跆拳舞                                          | 3+1（30）                  | 邵珮詩         |
| 08   | 3月7日  | 張靖瑜（4）               | 鋼琴演奏（Sonata Path e tique 3rd Movement）    | 2+1（34）                  | 邵珮詩         |
| 09   | 3月14日 | 蕭諾民（9）               | 自仍自唱（問題兒歌）                            | 3+0（26）                  | 王梓軒         |
| 09   | 3月14日 | Lovely（7-8）             | 跳舞(爵士舞)（She E So Lovely）                 | 3+1（33）                  | 王梓軒         |
| 09   | 3月14日 | 蔡欣羲（7）               | 豎琴演奏（Harry Caray）                         | 1+1（35）                  | 王梓軒         |
| 10   | 3月21日 | 陳鏸然、龍悅天（12）      | 音樂劇                                          | 2+0（26）                  | 張名雅         |
| 10   | 3月21日 | 林祉祺（5）               | 唱歌跳舞（隆重登場）                            | 3+1（30）                  | 張名雅         |
| 10   | 3月21日 | 何康橋（12）              | 跳舞（Hip Hop Dance）                           | 2+1（35）                  | 張名雅         |
| 11   | 3月28日 | 蕭婉瑤、黃樂軒（9-10）    | 拉丁舞                                          | 3+0（28）                  | Super Girls    |
| 11   | 3月28日 | 蔣卓桀（8）               | 一人話劇                                        | 2+1（32）                  | Super Girls    |
| 11   | 3月28日 | Star Kids（6-7）          | 啦啦隊（愛情當入樽）                            | 3+1（34）                  | Super Girls    |
| 12   | 4月4日  | 吳卓諾（6）               | 模仿林子祥（衝上雲霄）                          | 2+0（28）                  | 湯加文、彭永琛 |
| 12   | 4月4日  | 楊希媛（7）               | 爵士舞                                          | 2+0（30）                  | 湯加文、彭永琛 |
| 12   | 4月4日  | 林駿騫（7）               | 爵士鼓+跳舞                                     | 3+1（31）                  | 湯加文、彭永琛 |
| 13   | 4月11日 | 粵劇六人組（4-9）         | 粵劇（梁祝之化蝶）                              | 2+0（25）                  | 李逸朗、阮政峰 |
| 13   | 4月11日 | 張卓謙、梁梓恩（7-9）     | 跳舞（流行舞）                                  | 2+0（28）                  | 李逸朗、阮政峰 |
| 13   | 4月11日 | 蘇元龍、汪燊（10-11）     | 雙簧                                            | 2+1（30）                  | 李逸朗、阮政峰 |
| 14   | 4月18日 | Yumi Bayanin（8）         | 唱歌（我的驕傲）                                | 2+0（27）                  | 陳國峰         |
| 14   | 4月18日 | 口琴四人組（8-12）        | 口琴演奏（Oranges In The Underworld）           | 2+1（37）                  | 陳國峰         |
| 14   | 4月18日 | DK嘻哈獅（8-12）          | 表演（Hip Hop舞獅）                             | 3+1（39）                  | 陳國峰         |
| 15   | 4月25日 | 周芷珊（7）               | 表演（Hip Hop武術）                             | 2+0（25）                  | A2A            |
| 15   | 4月25日 | 泥娃娃小公主（9-12）      | 唱歌+跳舞+演奏                                  | 1+1（30）                  | A2A            |
| 15   | 4月25日 | Pop N Kidz（8-9）         | 表演（機械舞Popping）                           | 4+0（32）                  | A2A            |
| 16   | 5月2日  | 步操管樂團（10-12）       | 步操管樂（Land Of 1000 Dances）                 | 2+0（26）                  | 蔚雨芯         |
| 16   | 5月2日  | 林俊逸（9-12）            | 唱歌（美好的時光）                              | 2+1（36）                  | 蔚雨芯         |
| 16   | 5月2日  | Sweet Boys Crew（7-9）    | 表演（霹靂舞Breaking）                          | 3+1（36）                  | 蔚雨芯         |

2015年5月至8月複賽 產生最後7個單位進入決賽
(林諾言、許俊、井川雪奈、Lovely、蕭婉瑤+黃樂軒、林俊逸、Sweet Boys Crew)
2015年9月5日 ：星級智囊團
總決賽 ： 2015年9月19、26日及10月3日進行
經過兩輪評分，最後總冠軍於10月3日誕生
總冠軍 ： 井川雪奈 (Sheila)
| 該集冠軍及晉級 晉級 |

## 外部連結
- 《Think Big大明星》官方網站（页面存档备份，存于）
- 《Think Big大明星》報名專頁

| 香港 無綫電視翡翠台 星期六 16:30－17:00 | 香港 無綫電視翡翠台 星期六 16:30－17:00    | 香港 無綫電視翡翠台 星期六 16:30－17:00 |
| --------------------------------------- | ------------------------------------------ | --------------------------------------- |
|                                         | Think Big大明星 （2015.01.17－2015.10.17） |                                         |
| 智激校園 （2014.01.04－2015.01.10）     | Think Big遊學團 （2015.10.24－2017.06.24） |                                         |